# Перуано-болівійська конфедерація
Конфедерація Перу та Болівії (ісп. Confederación Perú-Boliviana) — держава у Південній Америці, що існувала з 1836 по 1839 рік. Конфедерацію було створено з держав Перу (розділеної на той момент на республіки Південного та Північного Перу), й Болівії. Головою держави й головним ідеологом її створення був, на той момент президент Болівії, Андрес де Санта-Крус. Столицею держави було проголошено місто Такна в сучасному Перу.

## Передісторія
Ідея створення конфедеративної держави приходила до розумів лідерів Перу, але не мала підтримки серед керівництва Болівії, оскільки їм відводилась другорядна роль. Але через політичну нестабільність в Перу й посилення влади в Болівії завдяки зусиллям Андреса де Санта-Круса, ситуація корінним чином змінилась і вже президент Болівії Андрес де Санта-Крус диктував свої умови.

## Створення конфедерації
Додержуючись своєї мети, як президент Болівії, для заснування конфедеративної держави, Санта-Крус, користуючись нестабільністю в Перу організував там кілька повстань. Найкраща можливість випала Санта-Крусу, коли перуанський президент Луїс Хосе де Орбегосо звернувся до нього по допомогу для перемоги над повсталим воєначальником Філіпе Сантьяго Салаверрі. Санта-Крус завдав поразки Августіну Гамаррі 13 серпня 1835 року, потім, 4 лютого 1836 року, той був переможений, а потім страчений. За підбурення Санта-Круса було засновано дві республіки Південного та Північного Перу, які визнали його як Верховного Правителя. Він скликав Конгрес із законодавців республік та Болівії, на якому 1 травня 1837 року було прийнято нову конституцію Конфедерації Перу та Болівії. Під його керінвицтвом було підписано угоду, яка проголошувала його Верховним Правителем конфедерації на десять років.
Наділений вагомими повноваженнями, Санта-Крус намагався встановити в Перу той же тип авторитарного правління, який він установив у Болівії. Він видав низку законів, таких як цивільний кодекс, кримінальний кодекс. Провів реформу оподаткування, а також обмежив державні видатки, що призвело до значного зростання статку держави в цілому. Проте ідея конфедерації не мала широкої підтримки серед простого населення, невдоволеного розчиненням національної ідентифікації.

## Розпад Конфедерації
Багато з перуанських противників ідеї конфедерації були змушені виїхати в Чилі, де вони знайшли підтримку одного з міністрів уряду Чилі. Спільно вони зібрали військову експедицію, але їх було оточено військами Санта-Круса й вони були змушені здатись. Друга експедиція виявилась більш вдалою та перемогла Санта-Круса у битві при Юнгаї 20 січня 1839 року, що призвело до розпуску конфедерації.